# 诸圣堂 (伯里)

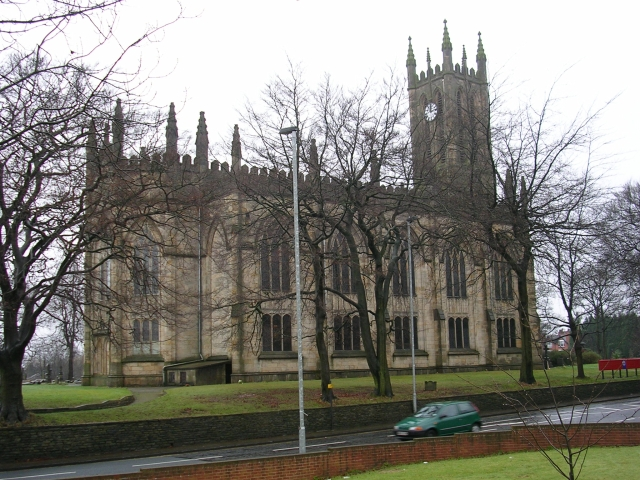
诸圣堂北部的景象

诸圣堂（英語：All Saints' Church）是一座位于英国大曼彻斯特郡怀特菲尔德的圣公会教区教堂兼博尔顿教区和曼彻斯特教区副主教的住所。诸圣堂被有关部门记录在英国国家遗产名录内，是一座I级登录建筑。诸圣堂建于1821年至1826年期间，是用于纪念1815年拿破仑兵败滑铁卢战役的众多教堂之一。